# Selda Bağcan

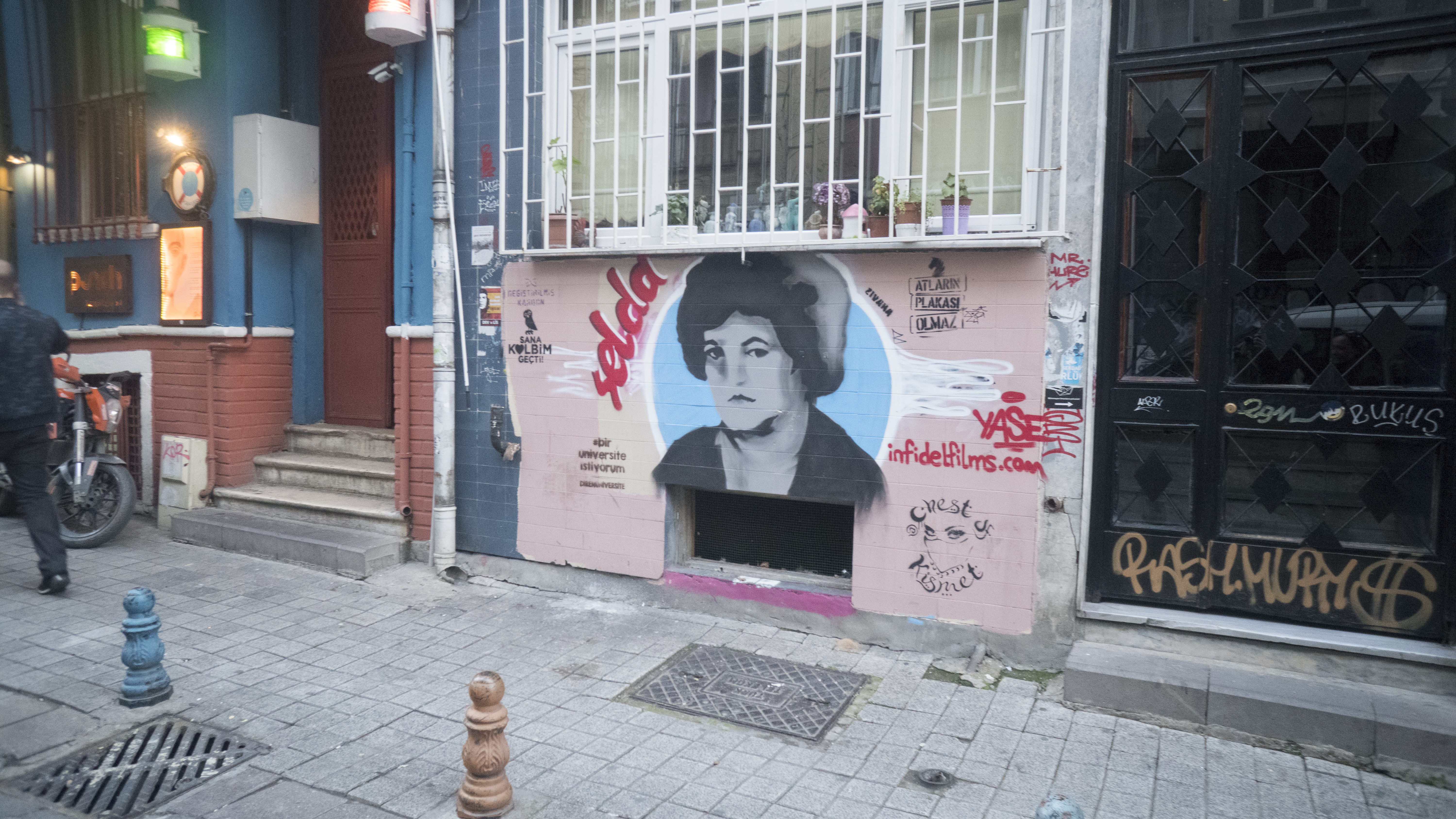
Grafitti com rosto de Selda Bağcan

Selda Bağcan (14 de dezembro de 1948) é uma cantora e compositora turca de música tradicional, progressiva e de intervenção social e política. Vive atualmente em Istambul, mas nasceu em Muğla, sudoeste da Turquia.
Possui uma voz emotiva e poderosa e inclui nas suas composições instrumentos tradicionais turcos e outros de sonoridade ocidental.
Apesar da sua enorme popularidade, devido à sua ideologia socialista e às suas posições em relação à problemática do Curdistão foi vítima de perseguição por parte das autoridades políticas do seu país, tendo mesmo sido presa diversas vezes entre os anos 1982–1984. Em 1986 foi-lhe impossível aceitar o convite para participar no Festival WOMAD (organização fundada por Peter Gabriel) pois o seu passaporte fora-lhe confiscado. De forma censória, a televisão estatal turca (TRT) ignorou-a ostensivamente durante 20 anos.[carece de fontes?]
Selda Bağcan é, portanto, uma referência notável na cultura e na sociedade turcas das últimas décadas devido à qualidade da sua música e, igualmente, pela sua participação ativa na história recente da vida política e social do seu país.
Ao longo da sua vida foram-lhe atribuídas algumas ligações a personalidades da cultura turca, mas nunca casou. 2012 revela que ele tem alguém em sua vida há 41 anos.

## Discografia
- 1971 - Katip Arzuhalim Yaz Yare Böyle/Mapusanede Mermerden Direk
- 1974 - Türkülerimiz 1 (reeditado em 1995)
- 1975 - Türkülerimiz 2 (reeditado em 1996)
- 1976 - Türkülerimiz 3 (reeditado em 1998)
- 1977 - Türkülerimiz 4 (reeditado em 1999)
- 1978 - Türkülerimiz 5 (reeditado em 2001)
- 1979 - Türkülerimiz 6 (reeditado em 2006)
- 1980 - Türkülerimiz 7
- 1982 - Türkülerimiz 8
- 1983 - Türkülerimiz 9
- 1985 - Türkülerimiz 10
- 1986 - Dost Merhaba
- 1987 - Yürüyorum Dikenlerin Üstünde
- 1988 - Özgürlük ve Demokrasiyi Çizmek
- 1989 - Felek Beni Adım Adım Kovaladı
- 1990 - Anadolu Konserleri: Müzikteki 20 Yılım (ao vivo)
- 1992 - Ziller ve İpler - Akdeniz Şarkıları 1
- 1993 - Uğur'lar Olsun
- 1994 - Koçero (com Ahmet Kaya)
- 1996 - Adim Adim
- 1997 - Çifte Çiftetelli - Akdeniz Şarkıları 2
- 1999 - Vurulduk Ey Halkım
- 2002 - Ben Geldim
- 2003 - Sivasın Yollari
- 2004 - Denizlerin Dalgasıyım
- 2008 - Güvercinleri de Vururlar

Nota: Türkülerimiz significa em turco "As Nossas Canções"